# Cooperton
Cooperton é uma cidade  localizada no estado norte-americano de Oklahoma, no Condado de Kiowa.

## Demografia
Segundo o censo norte-americano de 2000, a sua população era de 20 habitantes.
Em 2006, foi estimada uma população de 20, um aumento de 0 (0.0%).

## Geografia
De acordo com o United States Census Bureau tem uma área de 1,3 km², dos quais 1,3 km² cobertos por terra e 0,0 km² cobertos por água. Cooperton localiza-se a aproximadamente 474 m acima do nível do mar.

## Localidades na vizinhança
O diagrama seguinte representa as localidades num raio de 28 km ao redor de Cooperton.